# Барон Говард Пенритский

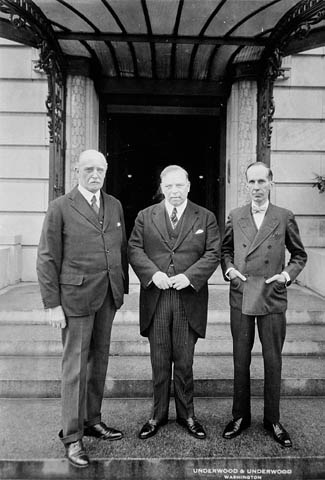
Эсме Говард, 1-й барон Говард Пенритский (слева), вместе с Уильямом Лайоном Макензи Кингом и Винсентом Мэсси

Барон Говард Пенритский (англ. Baron Howard of Penrith) из Гоубарроу в графстве Камберленд — наследственный титул в системе Пэрства Соединённого королевства. Он был создан 10 июля 1930 года для британского дипломата сэра Эсме Говарда (1863—1939). Он занимал должности посла Великобритании в Швейцарии (1911—1913), Швеции (1913—1919), Испании (1919—1924) и США (1924—1930). Член знаменитой семьи Говардов (Хоуардов), он был младшим сыном политика Генри Говарда (1802—1875) и внуком лорда Генри Говарда-Молинье-Говарда (1766—1824) — младшего брата Бернарда Говарда, 12-го герцога Норфолка (1765—1842).
По состоянию на 2024 год носителем титула являлся внук 1-го барона, Филипп Эсме Говард — 3-й барон Говард Пенритский (род. 1945), который стал преемником своего отца в 1999 году.
Генри Чарльз Говард (1850—1914) и сэр Эдвард Стаффорд Говард (1851—1916), старшие братья 1-го барона, были депутатами Палаты общин Великобритании.

## Бароны Говард Пенритские (1930)
- 1930—1939: Эсме Уильям Говард, 1-й барон Говард Пенритский (15 сентября 1863 — 1 августа 1939), младший (четвертый) сын Генри Говарда (1802—1875)[1]
- 1939—1999: Капитан Фрэнсис Филипп Рафаэль Говард, 2-й барон Говард Пенритский (5 октября 1905 — 13 ноября 1999), второй сын предыдущего[2]
- 1999 — настоящее время: Филипп Эсме Говард, 3-й барон Говард Пенритский (род. 1 мая 1945), старший сын предыдущего[3]
  - Наследник титула: достопочтенный Томас Филипп Ховард (род. 8 июня 1974), старший сын предыдущего[4].